# Ignazio Abate
Ignazio Abate (Sant'Agata de' Goti, 12 november 1986) is een voormalig Italiaanse voetballer, die bij voorkeur als rechtsback speelde. Hij verruilde in juli 2009 Torino FC voor AC Milan, waar hij in juni 2015 zijn contract verlengde tot medio 2019. Abate debuteerde op 11 november 2011 in het Italiaans voetbalelftal

## Clubcarrière
Abate is een zoon van Beniamino Abate, voormalig doelman van onder meer Udinese en Messina. Hij begon zelf met voetballen bij amateurclub Rescaldina. Daar werd hij in 1999 gescout door AC Milan. Abate werd in 2003 in de A-kern van Milan opgenomen, hij maakte zijn debuut voor Milan op 3 december 2003 tegen Sampdoria. Zijn Europese debuut maakte hij op 9 december 2003 in de Champions League wedstrijd tegen Celta de Vigo. Tot een doorbraak in het eerste elftal kwam het niet en hij werd dan ook verschillende keren verhuurd.

### Verhuurperiode
In 2004 werd Abate voor de eerste keer uitgeleend. Hij speelde één seizoen op huurbasis voor Napoli in de Serie C1. In de zomer van 2005 werd hij in eerste instantie uitgeleend aan Sampdoria, maar hij werd teruggeroepen door Milan en uitgeleend aan Piacenza. Daar speelde hij 13 wedstrijden in de Serie B. De verhuurperiode daarna was succesvoller, hij speelde het volgende seizoen namelijk 38 wedstrijden voor Modena.

### Serie A debuut
In 2007 maakte Abate zijn Serie A-debuut nadat hij met een zogenaamde 'Comproprietá' getransfereerd was naar Empoli voor €900,000. Hij scoorde dat jaar ook zijn eerste goal in de Serie A in een wedstrijd tegen Genoa op 27 april 2008. Milan kocht hem voor €2,9 miljoen terug nadat Empoli dat seizoen degradeerde. Milan verkocht Abate vervolgens in eenzelfde Comproprietá weer aan Torino. Ondanks een vroege blessure had Abate een goed seizoen waarin hij in 25 wedstrijden 1 keer scoorde.

### Terug naar Milan
Op 24 juni 2009 kocht Milan Abate terug van Torino voor €2,55 miljoen en dit keer werd hij wel opgenomen in de selectie. Nadat hij de eerste wedstrijden voornamelijk op de bank begon, werd hij steeds meer een vaste basisspeler. Door zijn goede prestaties kreeg hij op 11 februari 2010 een contractverlenging tot 2014 aangeboden, die hij dan ook tekende. Zijn contract is inmiddels alweer verlengd tot 2019.
Abate werd een constante factor bij AC Milan en hij had een dan ook een belangrijk aandeel in AC Milan's 18de landskampioenschap en de Supercoppa.

## Clubstatistieken
| Seizoen         | Club            | Competitie      | Competitie | Competitie | Beker        | Beker | Beker | Europees | Europees | Europees | Anders     | Anders | Anders | Totaal | Totaal |
| Seizoen         | Club            | Comp.           | Wed.       | Dlp.       | Comp.        | Wed.  | Dlp.  | Comp.    | Wed.     | Dlp.     | Comp.      | Wed.   | Dlp.   | Wed.   | Dlp.   |
| --------------- | --------------- | --------------- | ---------- | ---------- | ------------ | ----- | ----- | -------- | -------- | -------- | ---------- | ------ | ------ | ------ | ------ |
| 2003/04         | Milan           | Serie A         | 0          | 0          | Coppa Italia | 1     | 0     | UCL      | 1        | 0        | -          | -      | -      | 2      | 0      |
| 2004/05         | Napoli          | Serie C1        | 29+4       | 2+0        | -            | -     | -     | -        | -        | -        | -          | -      | -      | 33     | 2      |
| 2005/06         | Piacenza        | Serie B         | 13         | 0          | Coppa Italia | 0     | 0     | -        | -        | -        | -          | -      | -      | 13     | 0      |
| 2006/07         | Modena          | Serie B         | 38         | 1          | Coppa Italia | 3     | 0     | -        | -        | -        | -          | -      | -      | 41     | 1      |
| 2007/08         | Empoli          | Serie A         | 24         | 1          | Coppa Italia | 2     | 1     | UEFA Cup | 2        | 0        | -          | -      | -      | 28     | 2      |
| 2008/09         | Torino          | Serie A         | 25         | 1          | Coppa Italia | 3     | 0     | -        | -        | -        | -          | -      | -      | 28     | 1      |
| 2009/10         | Milan           | Serie A         | 30         | 0          | Coppa Italia | 1     | 0     | UCL      | 5        | 0        | -          | -      | -      | 36     | 0      |
| 2010/11         | Milan           | Serie A         | 29         | 0          | Coppa Italia | 2     | 0     | UCL      | 6        | 0        | -          | -      | -      | 37     | 0      |
| 2011/12         | Milan           | Serie A         | 29         | 0          | Coppa Italia | 2     | 0     | UCL      | 8        | 0        | Supercoppa | 1      | 0      | 40     | 0      |
| 2012/13         | Milan           | Serie A         | 27         | 0          | Coppa Italia | 2     | 0     | UCL      | 4        | 0        | -          | -      | -      | 33     | 0      |
| 2013/14         | Milan           | Serie A         | 19         | 1          | Coppa Italia | 1     | 0     | UCL      | 8        | 0        | -          | -      | -      | 28     | 1      |
| 2014/15         | Milan           | Serie A         | 23         | 0          | Coppa Italia | 2     | 0     | -        | -        | -        | -          | -      | -      | 25     | 0      |
| 2015/16         | Milan           | Serie A         | 3          | 0          | Coppa Italia | 0     | 0     | -        | -        | -        | -          | -      | -      | 25     | 0      |
| Totaal Milan    | Totaal Milan    | Totaal Milan    | 160        | 1          |              | 11    | 0     |          | 32       | 0        |            | 1      | 0      | 204    | 1      |
| Totaal carrière | Totaal carrière | Totaal carrière | 289+4      | 6          |              | 19    | 1     |          | 34       | 0        |            | 1      | 0      | 347    | 7      |

Bijgewerkt t/m 19 oktober 2015

## Interlandcarrière

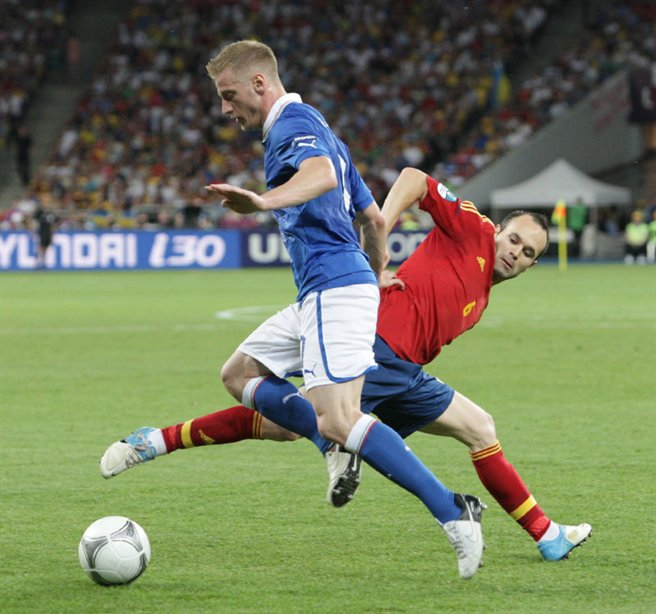
Abate in duel met Andrés Iniesta tijdens de finale van het EK 2012 tegen Spanje.

Na in verschillende jeugdelftallen te hebben gespeeld, debuteerde Abate op 6 december 2006 voor Italië -21 als invaller in een vriendschappelijke wedstrijd tegen Luxemburg -21. Met het Italiaans olympisch voetbalelftal won Abate in 2008 het Toulon Espoirs-toernooi. Hij speelde dat toernooi 4 wedstrijden, waarin hij één keer scoorde, dat was tegen de Verenigde Staten. Hij nam met datzelfde elftal ook deel aan de Olympische Spelen in China. Daar werd de ploeg onder leiding van bondscoach en oud-international Pierluigi Casiraghi uitgeschakeld door België in de kwartfinales: 3-2. In 2009 deed Abate met Italië -21 mee op het EK onder 21 in Zweden, waar hij twee wedstrijden speelde.
Abate maakte zijn debuut voor de Italiaanse nationale ploeg op 11 november 2011 tijdens een interland tegen Polen.Abate nam met Italië eveneens deel aan het Europees kampioenschap voetbal 2012 in Polen en Oekraïne, waar de ploeg van bondscoach Cesare Prandelli de finale bereikte. Daarin verloor de La Squadra Azzurra met 4-0 van titelverdediger Spanje. In 2013 reisde hij met het Italiaans voetbalelftal af naar Brazilië voor de FIFA Confederations Cup. Hij speelde mee in drie wedstrijden, waaronder de met 4-2 verloren groepswedstrijd tegen Brazilië. Hij was daarnaast actief in het kwalificatietoernooi voor het Wereldkampioenschap voetbal 2014. Op 10 september 2013 kwalificeerde Italië zich door te winnen van Tsjechië. Op het WK speelde Abate mee in de met 1-0 verloren wedstrijd tegen Costa Rica. Italië werd in de groepsfase uitgeschakeld.
| Interlands van Ignazio Abate voor Italië | Interlands van Ignazio Abate voor Italië | Interlands van Ignazio Abate voor Italië | Interlands van Ignazio Abate voor Italië | Interlands van Ignazio Abate voor Italië | Interlands van Ignazio Abate voor Italië | Interlands van Ignazio Abate voor Italië |
| №                                        | Datum                                    | Wedstrijd                                | Uitslag                                  | Competitie                               | Goals                                    |                                          |
| Als speler bij AC Milan                  | Als speler bij AC Milan                  | Als speler bij AC Milan                  | Als speler bij AC Milan                  | Als speler bij AC Milan                  | Als speler bij AC Milan                  | Als speler bij AC Milan                  |
| ---------------------------------------- | ---------------------------------------- | ---------------------------------------- | ---------------------------------------- | ---------------------------------------- | ---------------------------------------- | ---------------------------------------- |
| 1.                                       | 11 november 2011                         | Polen – Italië                           | 0 – 2                                    | Vriendschappelijk                        | 0                                        |                                          |
| 2.                                       | 29 februari 2012                         | Italië – Verenigde Staten                | 0 – 1                                    | Vriendschappelijk                        | 0                                        |                                          |
| 3.                                       | 18 juni 2012                             | Italië – Ierland                         | 2 – 0                                    | EK 2012                                  | 0                                        |                                          |
| 4.                                       | 24 juni 2012                             | Engeland – Italië                        | 0 – 0 (2 – 4 n.s.)                       | EK 2012                                  | 0                                        |                                          |
| 5.                                       | 1 juli 2012                              | Italië – Spanje                          | 0 – 4                                    | EK 2012                                  | 0                                        |                                          |
| 6.                                       | 15 augustus 2012                         | Engeland – Italië                        | 2 – 1                                    | Vriendschappelijk                        | 0                                        |                                          |
| 7.                                       | 16 oktober 2012                          | Italië – Denemarken                      | 3 – 1                                    | Kwalificatie WK 2014                     | 0                                        |                                          |
| 8.                                       | 6 februari 2013                          | Nederland – Italië                       | 1 – 1                                    | Vriendschappelijk                        | 0                                        |                                          |
| 9.                                       | 26 maart 2013                            | Malta – Italië                           | 0 – 2                                    | Kwalificatie WK 2014                     | 0                                        |                                          |
| 10.                                      | 31 mei 2013                              | Italië – San Marino                      | 4 – 0                                    | Vriendschappelijk                        | 0                                        |                                          |
| 11.                                      | 7 juni 2013                              | Tsjechië – Italië                        | 0 – 0                                    | Kwalificatie WK 2014                     | 0                                        |                                          |
| 12.                                      | 16 juni 2013                             | Mexico – Italië                          | 1 – 2                                    | Confederations Cup                       | 0                                        |                                          |
| 13.                                      | 19 juni 2013                             | Japan – Italië                           | 3 – 4                                    | Confederations Cup                       | 0                                        |                                          |
| 14.                                      | 22 juni 2013                             | Brazilië – Italië                        | 4 – 2                                    | Confederations Cup                       | 0                                        |                                          |
| 15.                                      | 6 september 2013                         | Italië – Bulgarije                       | 1 – 0                                    | Kwalificatie WK 2014                     | 0                                        |                                          |
| 16.                                      | 15 oktober 2013                          | Italië – Armenië                         | 2 – 2                                    | Kwalificatie WK 2014                     | 0                                        |                                          |
| 17.                                      | 15 november 2013                         | Italië – Duitsland                       | 1 – 1                                    | Vriendschappelijk                        | 1                                        |                                          |
| 18.                                      | 5 maart 2014                             | Spanje – Italië                          | 1 – 0                                    | Vriendschappelijk                        | 0                                        |                                          |
| 19.                                      | 31 mei 2014                              | Italië – Ierland                         | 0 – 0                                    | Vriendschappelijk                        | 0                                        |                                          |
| 20.                                      | 4 juni 2014                              | Italië – Luxemburg                       | 1 – 1                                    | Vriendschappelijk                        | 0                                        |                                          |
| 21.                                      | 20 juni 2014                             | Italië – Costa Rica                      | 0 – 1                                    | WK 2014                                  | 0                                        |                                          |
| 22.                                      | 31 maart 2015                            | Italië – Engeland                        | 1 – 1                                    | Vriendschappelijk                        | 0                                        |                                          |

Bijgewerkt t/m 19 oktober 2015

## Erelijst

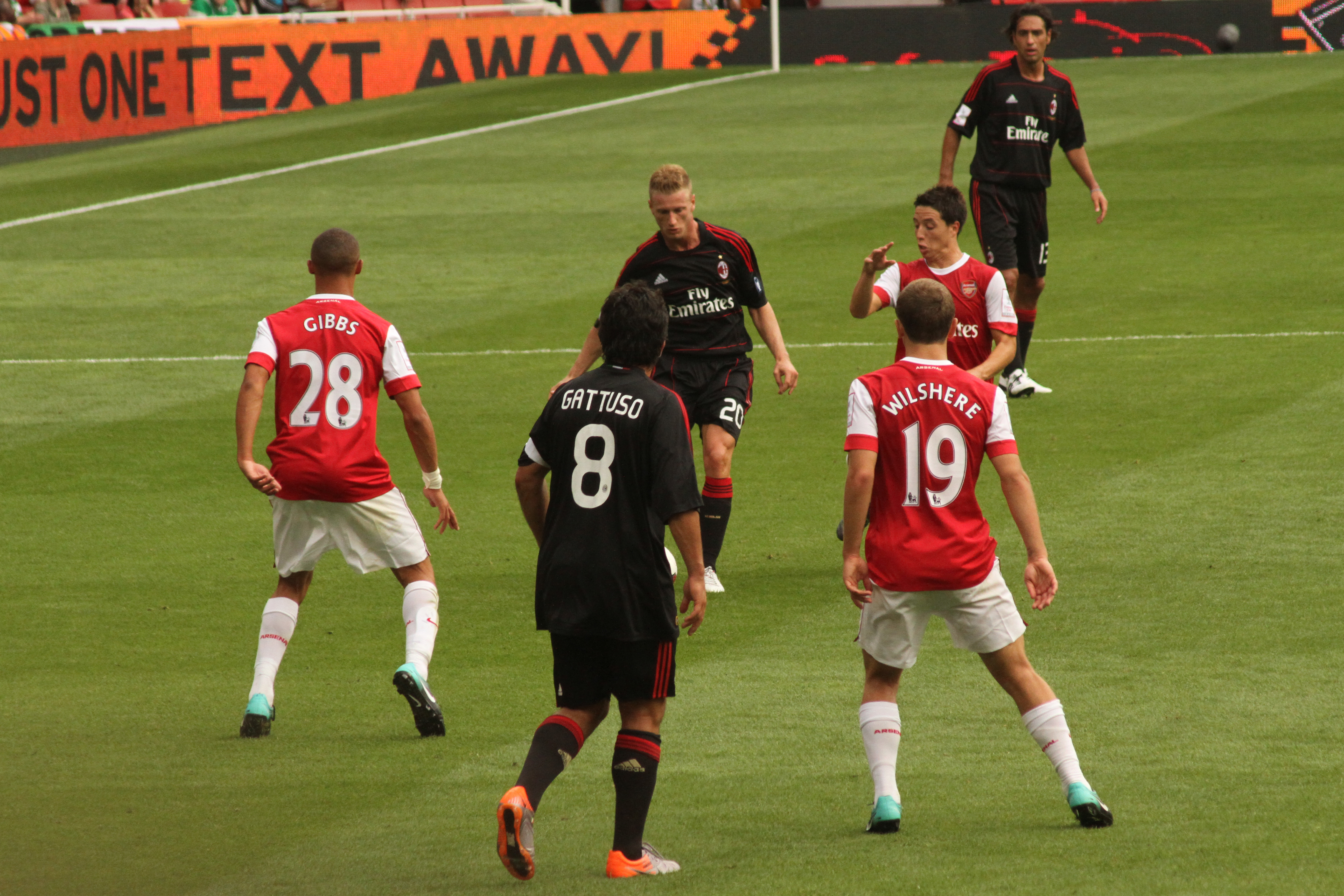
Abate met Milan tegen Arsenal in 2010

| Kampioen Serie A    | 1x | 2010/11 |
| Supercoppa Italiana | 1x | 2011    |

| Competitie         | Winnaar | Winnaar | Runner-up | Runner-up | Derde  | Derde  |
| Competitie         | Aantal  | Jaren   | Aantal    | Jaren     | Aantal | Jaren  |
| Italië             | Italië  | Italië  | Italië    | Italië    | Italië | Italië |
| ------------------ | ------- | ------- | --------- | --------- | ------ | ------ |
| EK voetbal         |         |         | 1x        | 2012      |        |        |
| Confederations Cup |         |         |           |           | 1x     | 2013   |

## Privéleven
Abate is getrouwd met de Italiaanse Valentina Abate. Samen kregen ze op 19 november 2011 een zoon, Matteo.